# Radio (The Corrs-sang)
 For alternative betydninger, se Radio (flertydig). (Se også artikler, som begynder med Radio)
"Radio" er en sang af det keltiske folkrockband The Corrs. Den blev udgivet i 1999 og var en single fra livealbummet The Corrs Unplugged og havde "Dreams" fra samme album som B-side.
Sangen var oprindeligt ment som en del af deres forrig album Talk on Corners men blev lagt på hylden, da de ikke kunne få udviklet et passende arrangement på dette tidspunkt. En "elektrisk" udgave af sangen var med på deres næste studiealbum In Blue. Singlen kom ind på flere hitlister, og nåede top 20 i både Storbritannien, Irland og New Zealand.

## Spor
1. "Radio (Radio Edit)" - 4:15
2. "Dreams (Unplugged)" - 3:43
3. "Radio" - 5:00

## Musikvideo
Musikvideoen til "Radio" er sammensat af deres "unplugged" koncert i MTVs studier.

## Hitlister
| Hitliste                     | Højeste placering |
| ---------------------------- | ----------------- |
| Canadian Adult Contemporary  | 64                |
| French Singles Chart         | 61                |
| German Singles Chart         | 64                |
| Irish Singles Chart          | 20                |
| Hollands Mega Single Top 100 | 24                |
| New Zealand Singles Chart    | 19                |
| Swiss Singles Chart          | 52                |
| UK Singles Chart             | 18                |